# Борозни Аполлонія
Бо́розни Аполло́нія (лат. Rimae Apollonius) — система довгих вузьких неглибоких западин на поверхні Місяця протяжністю близько 230 км, що знаходяться біля північного краю Моря Достатку. Назву було затверджено Міжнародним астрономічним союзом у 1964 році.

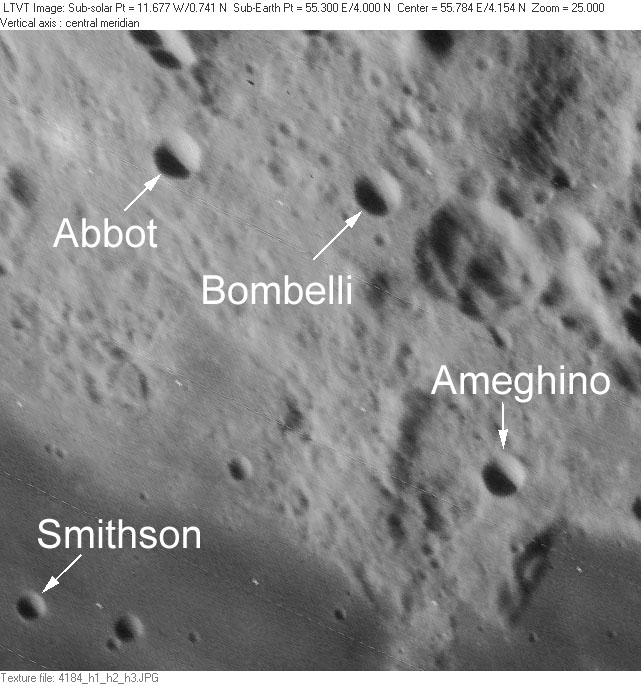
Знімок зонда Lunar Orbiter-IV. Борозни Аполлонія знаходяться південніше кратерів Аббот і і північніше від кратера

Селенографічні координати 5°00′ пн. ш. 53°00′ сх. д. / 5.0° пн. ш. 53.0° сх. д..
Назва борозен походить від назви найбільшого з розташованого неподалік кратера Аполлоній, який у свою чергу був названий на честь  визначного геометра античності, Аполлонія Перзького (262—190 до н. е.)  